# Hans Küntzel

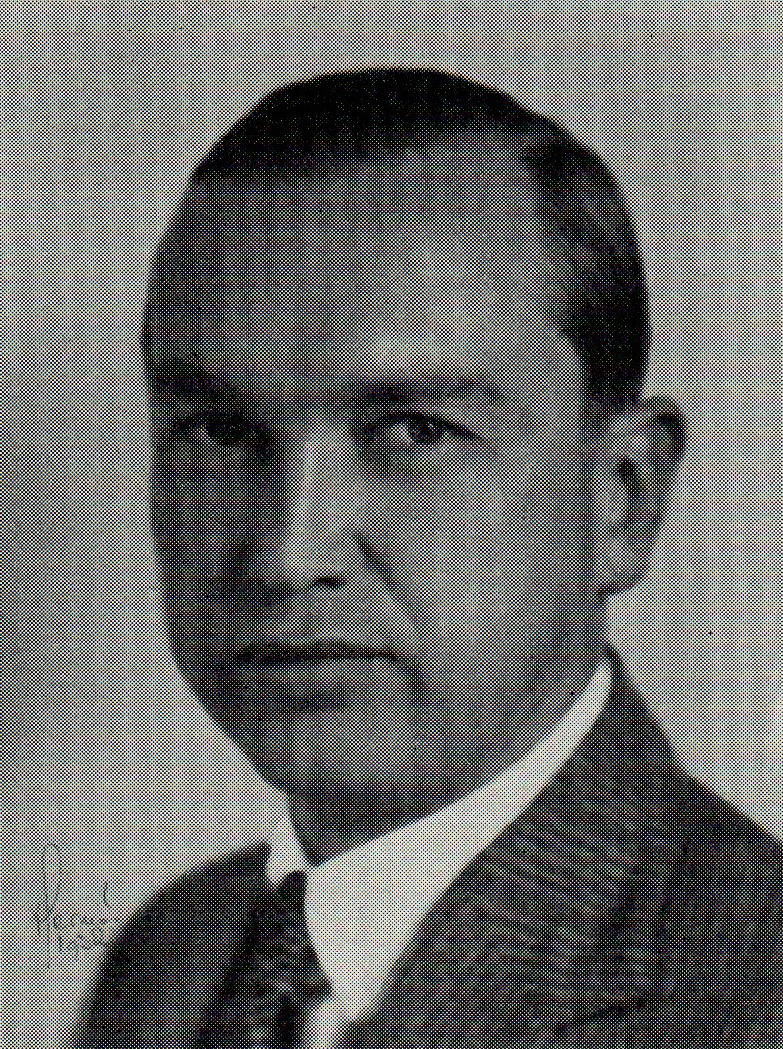
Hans Küntzel på ett foto i Biblioteksbladet 1938. Küntzel ingick i tidningens redaktion 1927-1938.

Hans Karl Moritz Küntzel, född den 16 februari 1894 i Sächsische Schweiz i Tyskland, död den 12 januari 1992 i Lund, var en tyskfödd svensk biblioteksman och förlagschef.
Küntzel, som hade svensk mor och tysk far, kom till Sverige efter den senares död 1906. Han avlade studentexamen i Lund 1912, blev filosofie kandidat 1917 och filosofie licentiat 1921, bådadera vid Lunds universitet. Efter att ha arbetat som bibliotekarie på Lunds universitetsbibliotek och Skolöverstyrelsen blev han 1937 förlagschef på Hugo Gebers förlag, kort därefter sammanslaget med Almqvist & Wiksell där han arbetade till sin pensionering 1960. Som pensionär återflyttade Küntzel och hans hustru Anna 1977 till Lund efter ett halvsekel i Stockholm.
Som student var Küntzel en av grundarna av studenttidningen Lundagård och blev 1922 dess tredje redaktör. Han skulle fortsätta att hålla kontakten med tidningen ända till sin död vid 98 års ålder.
Till Küntzels stora intressen hörde författaren Axel Wallengren (Falstaff, fakir), vilken varit föremål för hans licentiatavhandling. Han redigerade och skrev ett utförligt förord till Wallengrens Samlade skrifter (utgivna i 5 band 1923-1924) och låg också bakom urvalsvolymerna Falstaff Fakirs bästa (1940), Falstaff Fakir i fickformat (1949) och Falstaff Fakirs vitterlek (1956 samt många senare upplagor). Han medverkade även i arbetet med manuset till fakiren-filmatiseringen Ett svårskött pastorat 1958, var med och bildade Fakirensällskapet 1982 och blev dess förste hedersledamot.